# Liste der österreichischen Schwimmrekorde
Österreichische Schwimmrekorde sind die Bestleistungen österreichischer Schwimmer in einer der Schwimmarten Freistil-, Brust-, Rücken-, Schmetterling- oder Lagenschwimmen. Österreichische Rekorde werden für Frauen und Männer getrennt und auf der Lang- (50 m) und auf der Kurzbahn (25 m) vom Österreichischen Schwimmverband (OSV) anerkannt.
Ein österreichischer Schwimmrekord kann nur in einer ausgeschriebenen Wettkampfveranstaltung (zum Beispiel Österreichische Schwimmmeisterschaften, Schwimmeuropameisterschaften, Schwimmweltmeisterschaften oder Olympische Spiele) oder im Alleingang aufgestellt werden. In letzterem Fall ist der Rekordversuch vorher öffentlich anzukündigen.

## Langbahnrekorde Männer
| Disziplin           | Name                                        | Verein (Bundesland)       | Zeit     | Datum            | Ort       |
| ------------------- | ------------------------------------------- | ------------------------- | -------- | ---------------- | --------- |
| 50 m Freistil       | Heiko Gigler                                | SV FK Spittal (Kärnten)   | 00:23,05 | 22. Mai 2021     | Budapest  |
| 100 m Freistil      | Heiko Gigler                                | SV FK Spittal (Kärnten)   | 00:48,43 | 12. August 2022  | Rom       |
| 200 m Freistil      | Felix Auböck                                | Österreich – OSV          | 01:45,11 | 20. Juni 2022    | Budapest  |
| 400 m Freistil      | Felix Auböck                                | Österreich – OSV          | 03:43,58 | 18. Juni 2022    | Budapest  |
| 800 m Freistil      | Felix Auböck                                | SU Mödling (Wien)         | 07:45,32 | 12. April 2022   | Stockholm |
| 1500 m Freistil     | Felix Auböck                                | SU Mödling (Wien)         | 14:51,88 | 30. Juli 2021    | Tokio     |
| 50 m Brust          | Bernhard Reitshammer                        | ASV Linz (OÖ)             | 00:26,94 | 21. Juni 2022    | Budapest  |
| 100 m Brust         | Valentin Bayer                              | SU Mödling (Wien)         | 00:59,54 | 12. August 2022  | Rom       |
| 200 m Brust         | Christopher Rothbauer                       | SVS Schwimmen (NÖ)        | 02:09,88 | 28. Februar 2020 | Berlin    |
| 50 m Schmetterling  | Simon Bucher                                | ASV Linz (OÖ)             | 00:22,95 | 27. Juli 2025    | Singapur  |
| 100 m Schmetterling | Simon Bucher                                | ASV Linz (OÖ)             | 00:50,88 | 1. August 2025   | Singapur  |
| 200 m Schmetterling | Martin Espernberger                         | ASV Linz (OÖ)             | 01:54,17 | 31. Juli 2024    | Paris     |
| 50 m Rücken         | Bernhard Reitshammer                        | ASV Linz (OÖ)             | 00:25,00 | 26. April 2019   | Graz      |
| 100 m Rücken        | Markus Rogan                                | SVS Schwechat (NÖ)        | 00:53,33 | 5. Juli 2009     | Belgrad   |
| 200 m Rücken        | Markus Rogan                                | SVS Niederösterreich (NÖ) | 01:55,49 | 15. August 2008  | Peking    |
| 200 m Lagen         | Markus Rogan                                | SC Hakoah Wien (Wien)     | 01:57,74 | 27. Juli 2011    | Shanghai  |
| 400 m Lagen         | Patrick Staber                              | SVS Schwimmen (NÖ)        | 04:15,23 | 14. April 2018   | Eindhoven |
| 4 × 100 m Freistil  | Reitshammer, Grünberger, Gigler, Trampitsch | OSV Nationalstaffel       | 03:18,91 | 3. August 2018   | Glasgow   |
| 4 × 200 m Freistil  | Brandl, Scherübl, Rogan, Jukić,             | OSV Nationalstaffel       | 07:13,34 | 27. Juli 2011    | Shanghai  |
| 4 × 100 m Lagen     | Reitshammer, Bayer, Bucher, Gigler          | OSV Nationalstaffel       | 03:32,80 | 25. Juni 2022    | Budapest  |

## Langbahnrekorde Frauen
| Disziplin           | Name                                    | Verein (Bundesland)      | Zeit     | Datum             | Ort       |
| ------------------- | --------------------------------------- | ------------------------ | -------- | ----------------- | --------- |
| 50 m Freistil       | Birgit Koschischek                      | USC Graz (Stmk)          | 00:25,17 | 9. Juli 2015      | Gwangju   |
| 100 m Freistil      | Birgit Koschischek                      | SVS Schwimmen (NÖ)       | 00:55,33 | 12. April 2014    | Eindhoven |
| 200 m Freistil      | Lisa Zaiser                             | ASV Linz (OÖ)            | 01:58,53 | 17. April 2015    | Graz      |
| 400 m Freistil      | Marlene Kahler                          | SVS Schwechat (NÖ)       | 04:08,37 | 25. Juli 2021     | Tokio     |
| 800 m Freistil      | Marlene Kahler                          | SVS Schwechat (NÖ)       | 08:32,51 | 29. Februar 2020  | Berlin    |
| 1500 m Freistil     | Marlene Kahler                          | SVS Schwechat (NÖ)       | 16:20,05 | 26. Juli 2021     | Tokio     |
| 50 m Brust          | Mirna Jukić                             | SC Austria Wien (Wien)   | 00:31,32 | 1. August 2009    | Rom       |
| 100 m Brust         | Mirna Jukić                             | SC Austria Wien (Wien)   | 01:06,58 | 27. Juli 2009     | Rom       |
| 200 m Brust         | Mirna Jukić                             | SC Austria Wien (Wien)   | 02:21,97 | 31. Juli 2009     | Rom       |
| 50 m Schmetterling  | Fabienne Nadarajah                      | SVS Schwechat (NÖ)       | 00:26,31 | 25. April 2009    | Wien      |
| 100 m Schmetterling | Birgit Koschischek                      | SVS Schwimmen (NÖ)       | 00:58,80 | 2. März 2012      | Graz      |
| 200 m Schmetterling | Claudia Hufnagl                         | USC Graz (Stmk)          | 02:09,76 | 21. Dezember 2019 | Peking    |
| 50 m Rücken         | Caroline Pilhatsch                      | AT Graz (Stmk)           | 00:27,77 | 24. Juli 2019     | Gwangju   |
| 100 m Rücken        | Caroline Pilhatsch                      | AT Graz (Stmk)           | 01:01,07 | 24. Juli 2019     | Gwangju   |
| 200 m Rücken        | Lena Grabowski                          | SU Neusiedl (Burgenland) | 02:08,19 | 23. Mai 2021      | Budapest  |
| 200 m Lagen         | Lisa Zaiser                             | SV Spittal (Kärnten)     | 02:12,09 | 6. April 2014     | Graz      |
| 400 m Lagen         | Jördis Steinegger                       | ASV Linz (OÖ)            | 04:41,33 | 31. Juli 2011     | Shanghai  |
| 4 × 100 m Freistil  | Koschischek, Zaiser Kreundl, Steinegger | OSV Nationalstaffel      | 3:44,06  | 02. August 2015   | Kasan     |
| 4 × 200 m Freistil  | Zaiser, Hufnagl, Steinegger, Kreundl    | OSV Nationalstaffel      | 8:05,23  | 06. August 2015   | Kasan     |
| 4 × 100 m Lagen     | Pilhatsch, Kreundl, Koschischek, Zaiser | OSV Nationalstaffel      | 4:09,42  | 22.05.2016        | London    |

## Kurzbahnrekorde Männer
| Disziplin           | Name                                        | Verein (Bundesland)     | Zeit     | Datum              | Ort       |
| ------------------- | ------------------------------------------- | ----------------------- | -------- | ------------------ | --------- |
| 50 m Freistil       | Heiko Gigler                                | SV FK Spittal (Kärnten) | 00:21,25 | 4. November 2021   | Kasan     |
| 100 m Freistil      | Heiko Gigler                                | SV FK Spittal (Kärnten) | 00:46,74 | 20. Dezember 2021  | Abu Dhabi |
| 200 m Freistil      | Felix Auböck                                | Österreich – OSV        | 01:43,35 | 02. November 2020  | Budapest  |
| 400 m Freistil      | Felix Auböck                                | SU Mödling (Wien)       | 03:35,90 | 16. Dezember 2021  | Abu Dhabi |
| 800 m Freistil      | Felix Auböck                                | Österreich – OSV        | 07:31,89 | 11. August 2013    | Budapest  |
| 1500 m Freistil     | Felix Auböck                                | SU Mödling (Wien)       | 14:48,13 | 8. Oktober 2021    | Budapest  |
| 50 m Brust          | Bernhard Reitshammer                        | ASV Linz (OÖ)           | 00:26,10 | 20. November 2021  | Eindhoven |
| 100 m Brust         | Bernhard Reitshammer                        | ASV Linz (OÖ)           | 00:56,80 | 21. November 2021  | Eindhoven |
| 200 m Brust         | Christopher Rothbauer                       | SVS Schwimmen (NÖ)      | 2:04,34  | 18. September 2021 | Neapel    |
| 50 m Schmetterling  | Simon Bucher                                | ASV Linz (OÖ)           | 00:22,70 | 18. Dezember 2021  | Abu Dhabi |
| 100 m Schmetterling | Simon Bucher                                | ASV Linz (OÖ)           | 00:49,70 | 17. Dezember 2021  | Abu Dhabi |
| 200 m Schmetterling | Dinko Jukić                                 | SC Austria Wien (Wien)  | 01:50,32 | 12. Dezember 2009  | Istanbul  |
| 50 m Rücken         | Simon Bucher                                | ASV Linz (OÖ)           | 00:23,49 | 05. Dezember 2021  | Graz      |
| 100 m Rücken        | Markus Rogan                                | SC Hakoah Wien (Wien)   | 00:50,20 | 21. November 2009  | Singapur  |
| 200 m Rücken        | Markus Rogan                                | SC Hakoah Wien (Wien)   | 01:47,64 | 11. November 2009  | Stockholm |
| 100 m Lagen         | Bernhard Reitshammer                        | ASV Linz (OÖ)           | 00:51,39 | 10. Dezember 2023  | Otopeni   |
| 200 m Lagen         | Markus Rogan                                | SC Hakoah Wien (Wien)   | 01:51,72 | 10. Dezember 2009  | Istanbul  |
| 400 m Lagen         | Dinko Jukić                                 | SC Austria Wien (Wien)  | 04:03,01 | 12. Dezember 2008  | Rijeka    |
| 4 × 50 m Freistil   | Gigler, Grünberger, Reitshammer, Trampitsch | OSV Nationalstaffel     | 1:25,48  | 04. Dezember 2019  | Glasgow   |
| 4 × 100 m Freistil  | Reitshammer, Grünberger, Gigler, Trampitsch | OSV Nationalstaffel     | 3:18,91  | 03. August 2018    | Glasgow   |
| 4 × 200 m Freistil  | Brandl, Auböck Steffan, Maly                | OSV Nationalstaffel     | 7:02,70  | 04. Dezember 2014  | Doha      |
| 4 × 50 m Lagen      | Bucher, Rothbauer, Gigler, Reitshammer      | OSV Nationalstaffel     | 1:34,75  | 03. November 2021  | Kasan     |
| 4 × 100 m Lagen     | Reitshammer, Rothbauer, Subarsky, Gigler    | OSV Nationalstaffel     | 3:31,93  | 16. Dezember 2018  | Hangzhou  |

## Kurzbahnrekorde Frauen
| Disziplin           | Name                                     | Verein (Bundesland)    | Zeit     | Datum             | Ort       |
| ------------------- | ---------------------------------------- | ---------------------- | -------- | ----------------- | --------- |
| 50 m Freistil       | Birgit Koschischek                       | ASV Wien (Wien)        | 0:24,43  | 04.12.2015        | Netanja   |
| 100 m Freistil      | Lena Kreundl                             | ASV Linz (OÖ)          | 0:53,39  | 16. Dezember 2021 | Abu Dhabi |
| 200 m Freistil      | Lisa Zaiser                              | SV Spittal (Kärnten)   | 01:54,44 | 31. August 2014   | Dubai     |
| 400 m Freistil      | Jördis Steinegger                        | ASV Linz (OÖ)          | 04:02,85 | 13. Dezember 2008 | Rijeka    |
| 800 m Freistil      | Jördis Steinegger                        | ASV Linz (OÖ)          | 08:20,03 | 12. Dezember 2008 | Rijeka    |
| 1500 m Freistil     | Marlene Kahler                           | SVS Schwimmen (NÖ)     | 16:03,68 | 19. Oktober 2019  | Pilsen    |
| 50 m Brust          | Cornelia Pammer                          | 1. USC Traun (OÖ)      | 00:30,30 | 04. Dezember 2019 | Glasgow   |
| 100 m Brust         | Mirna Jukić                              | SC Austria Wien (Wien) | 01:05,24 | 21. Dezember 2008 | Wien      |
| 200 m Brust         | Mirna Jukić                              | SC Austria Wien (Wien) | 02:19,23 | 20. Dezember 2008 | Wien      |
| 50 m Schmetterling  | Fabienne Nadarajah                       | SVS Schwechat (NÖ)     | 00:25,64 | 11. Dezember 2009 | Istanbul  |
| 100 m Schmetterling | Birgit Koschischek                       | SU Eisenstadt (Brgld)  | 00:57,42 | 14. Dezember 2008 | Rijeka    |
| 200 m Schmetterling | Claudia Hufnagl                          | USC Graz (Stmk)        | 02:06,76 | 06. Dezember 2019 | Glasgow   |
| 50 m Rücken         | Caroline Pilhatsch                       | AT Graz (Stmk)         | 00:25,99 | 15. Dezember 2018 | Hangzhou  |
| 100 m Rücken        | Caroline Pilhatsch                       | AT Graz (Stmk)         | 00:58,43 | 16. Dezember 2021 | Abu Dhabi |
| 200 m Rücken        | Lena Grabowski                           | SU Eisenstadt (Brgld)  | 02:04,74 | 04. November 2021 | Kasan     |
| 100 m Lagen         | Lena Kreundl                             | ASV Linz (OÖ)          | 00:59,08 | 18. Dezember 2021 | Abu Dhabi |
| 200 m Lagen         | Lisa Zaiser                              | SV Spittal (Kärnten)   | 02:07,30 | 31. August 2014   | Dubai     |
| 400 m Lagen         | Jördis Steinegger                        | ASV Linz (OÖ)          | 04:33,91 | 11. Dezember 2011 | Szczecin  |
| 4 × 50 m Freistil   | Gangl, Pammer, Kreundl, Pilhatsch        | OSV Nationalstaffel    | 1:39,30  | 02. November 2021 | Kasan     |
| 4 × 100 m Freistil  | Kreundl, Koschischek, Zaiser, Steinegger | OSV Nationalstaffel    | 3:36,86  | 05. Dezember 2014 | Doha      |
| 4 × 200 m Freistil  | Pilhatsch, Pammer, Kreundl, Hufnagl      | OSV Nationalstaffel    | 7:54,70  | 03. Dezember 2014 | Doha      |
| 4 × 50 m Lagen      | Pilhatsch, Pammer, Kreundl, Gangl        | OSV Nationalstaffel    | 1:48,05  | 04. November 2021 | Kasan     |
| 4 × 100 m Lagen     | Pilhatsch, Pammer, Kreundl, Kahler       | OSV Nationalstaffel    | 4:02,83  | 16. Dezember 2018 | Hangzhou  |

(Stand: 28. April 2022)